# Chad Allen (basebollspelare)
För andra betydelser, se Chad Allen.
John Chad Allen, född den 6 februari 1975 i Dallas i Texas, är en amerikansk före detta professionell basebollspelare som spelade sju säsonger i Major League Baseball (MLB) 1999–2005 och en säsong i Nippon Professional Baseball (NPB) 2007. Allen var leftfielder.
Allen tog brons för USA vid olympiska sommarspelen 1996 i Atlanta.
Sin första match i MLB spelade Allen den 6 april 1999 för Minnesota Twins. Under sin MLB-karriär representerade han Twins (1999–2001), Cleveland Indians (2002), Florida Marlins (2003) och Texas Rangers (2004–2005). 2007 spelade han för Orix Buffaloes i NPB.
Allen spelade totalt 267 matcher i MLB och hade ett slaggenomsnitt på 0,269 med 14 homeruns och 84 RBI:s (inslagna poäng).